# 今川氏睦
今川 氏睦（いまがわ うじみち）は、江戸時代前期の高家旗本。一門の品川家から養子に迎えられて家督を継ぎ、高家職（奥高家）に就任した。今川家15代当主。

## 生涯
寛文8年（1668年）、旗本品川高寛の長男として生まれる。延宝元年（1673年）、従兄弟である今川氏堯の死に際して末期養子となり、12月11日に6歳で家督を相続する。
延宝3年（1675年）10月7日、将軍徳川家綱に御目見する。天和3年（1683年）7月13日、北条氏平の娘と婚姻する。元禄元年（1688年）11月14日、高家職（奥高家）に就任する。このとき、従兄弟（血縁上は従兄弟の子にあたる）品川伊氏も同時に高家職となっている。12月15日、従五位下・侍従に叙任、刑部大輔を称し、後に丹後守に改める。
元禄2年（1689年）閏1月15日に小姓に転任するが、閏1月26日に高家職に復帰する。徳川綱吉の時代には、こうした短期間での人事異動や、制度（高家の家柄の者が就任する役職は高家職のみ）に従わない人事がよく見られた。高家職復帰後は伊勢神宮・日光東照宮への代参使や公卿の迎接にあたっている。
元禄6年（1693年）10月13日、再び御小姓に転任するが11月23日に解任、高家職にも戻ることなく、表高家衆に列する。
元禄12年（1699年）6月25日死去、享年32。氏睦には子女がなかったため、伊氏の子の範高を末期養子に迎えた。